# Panicum effusum
Panicum effusum és una planta autòctona de l'Austràlia insular. Es troba en cada estat i també a Nova Guinea. En condicions seques pot tenir un comportament estepicursor. El febrer del 2016 va envair el poble de Wangaratta, Victòria, arribant fins a les teulades.